# ウェランド運河

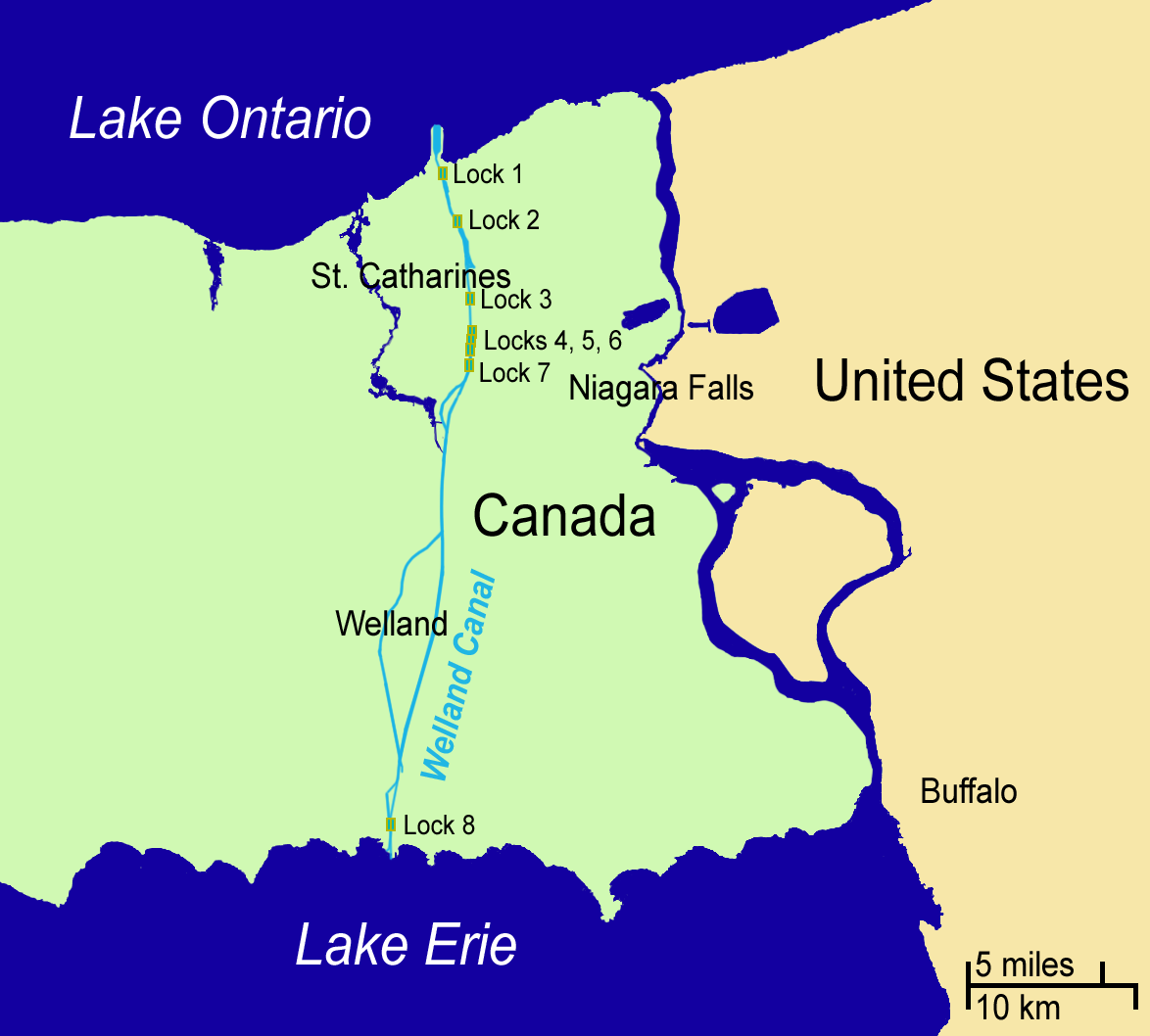
ウェランド運河はオンタリオ湖(上)とエリー湖を8つの閘門により結び、標高差51mのナイアガラの滝を迂回する。

ウェランド運河（Welland Canal）は、カナダのオンタリオ州にある全長43.4 km の運河。エリー湖のポートコルボーン（Port Colborne）とオンタリオ湖のポートウェラー（Port Weller）を結んでおり、五大湖と大西洋を結ぶセントローレンス海路の一部でもある。名前はウェランド川からつけられた。
この運河により、ナイアガラの滝を迂回してエリー湖とオンタリオ湖の間を船が行き来できる。年間約4000万トンの貨物がこの運河を通り運ばれる。また、工業用水や小規模の発電用の水も供給している。
ポートコルボーンとポートウェラーの間の標高差は99.5 mあり、8個の閘門がある。
現在の運河は4代目で、1913年から1932年にかけて建設された。1967年から1973年にかけて、船の速度を上げるため、また従来の運河を渡る自動車交通の軽減を図るため、ウェランドの東に運河が作られた。この運河はウェランドバイパスと呼ばれる。さらに5代目の新運河計画もあるが実現していない。
最初の運河はウィリアム・メリット（William Hamilton Merritt）により1824年から1829年にかけてオンタリオ湖とウェランド川までの間が建設され、エリー湖までの延伸区間が1833年に完成した。しかし貧弱な構造は問題を引き起こし、何度か決壊した。この運河は有益なものとはならなかった。そして結局運河会社は1837年の恐慌に巻き込まれ、1839年にアッパー・カナダ植民地政府に買収された。アッパー・カナダも運河経営の失敗や内乱などで消耗し、1840年の合同法で解消しカナダ連合へとなった。